# Ješitnost
Ješitnost je lidská vlastnost, která má blízko k vychloubačnosti a projevuje se zdůrazňováním vlastních předností a snahou po tom, aby je ostatní vnímali a ocenili. Ješitnému člověku dělá dobře chvála a snaží se ji vyprovokovat. Naopak nesnáší kritiku vlastní osoby, zejména pak srovnání s někým lepším. Za synonyma ješitnosti lze považovat vychloubačnost, samolibost, domýšlivost, marnivost a pýchu. Opakem ješitnosti je skromnost či pokora.
Citáty o ješitnosti:
„Člověk je tvor nesmírně ješitný. Přímo si říká o to, aby byl hezky hlazen po hřbetě - a pak jen spokojeně vrní. Chce být uznán, ctěn, oceňován, oblíben. Je strašně háklivý na své místo, které si vydobyl v člověčí skupině i v přírodě vůbec.“ Bohuslav Hlinka 

„Přesvědčení, které o sobě mládež má - že by všechno na světě zařídila a vyřídila lépe, než to neprobudilé lidstvo provádělo před ní, nebývá snad jen ješitně sebepřecenivé, nýbrž také - a ještě více - krásné a povzbudivé.“ Josef Čapek